# Fantasy-Jahr 1940
Übersicht

◄◄ | ◄ | 1936 | 1937 | 1938 | 1939 | Fantasy-Jahr 1940 | 1941 | 1942 | 1943 | 1944 | ► | ►►

Weitere Ereignisse

## Neuerscheinungen Literatur
| Deutscher Titel      | Deutschsprachiges Erscheinungsjahr | Originaltitel       | Autor       | Anmerkungen |
| -------------------- | ---------------------------------- | ------------------- | ----------- | ----------- |
| Der mißratene Ritter | 1996                               | The Ill-made Knight | T. H. White |             |

## Filmpreise
Oscar
- Der Zauberer von Oz – Bester Song Over the Rainbow
- Der Zauberer von Oz – Herbert Stothart für den besten Original Score (Filmmusik)

## Neuerscheinungen Filme
| Deutscher Titel             | Deutschsprachiges Erscheinungsjahr | Originaltitel       | Regie                          | Anmerkungen |
| --------------------------- | ---------------------------------- | ------------------- | ------------------------------ | ----------- |
| The Blue Bird               |                                    | The Blue Bird       | Walter Lang                    |             |
| Der Dieb von Bagdad         | 1949                               | The Thief of Bagdad | Ludwig Berger                  |             |
|                             |                                    | Earthbound          | Irving Pichel                  |             |
| Pinocchio                   | 1951                               | Pinocchio           | Hamilton Luske, Ben Sharpsteen |             |
| Rumpelstilzchen             | -                                  | -                   | Alf Zengerling                 |             |
| Tumak, der Herr des Urwalds | 1949                               | One Million B.C.    | Hal Roach                      |             |
| Wundervolles Weihnachten    | 2009                               | Beyond Christmas    | A. Edward Sutherland           |             |

## Geboren
- Herbie Brennan († 2024)